# U-92 (1942)
| U-92 | U-92 | U-92 |
| --- | --- | --- |
| | | |
| | | |
| Зображення підводного човна підтипу VIIC                                                                    | | |
| Верф | Flender Werke, Любек | Flender Werke, Любек |
| Під прапором                                                                                                | Третій Рейх | Третій Рейх |
| Спуск на воду                                                                                               | 10 січня 1942 року | 10 січня 1942 року |
| Виведений зі складу флоту                                                                                   | 3 березня 1942 року | 3 березня 1942 року |
| Сучасний статус                                                                                             | затоплений | затоплений |
| Бойовий досвід                                                                                              | Друга світова війна Битва за Атлантику Кампанія в Арктиці                                                                            | Друга світова війна Битва за Атлантику Кампанія в Арктиці                                                                            |
| Проєкт | | |
| Тип ПЧ | середній торпедний ДПЧ | середній торпедний ДПЧ |
| Вартість | 4 714 000 ℛℳ | 4 714 000 ℛℳ |
| Основні характеристики                                                                                      | | |
| Швидкість (надводна)                                                                                        | 17,7 вузла (32,8 км/год) | 17,7 вузла (32,8 км/год) |
| Швидкість (підводна)                                                                                        | 7,6 вузла (14,1 км/год) | 7,6 вузла (14,1 км/год) |
| Робоча глибина занурення                                                                                    | 230 м | 230 м |
| Гранична глибина занурення                                                                                  | 250—295 м | 250—295 м |
| Дальність плавання                                                                                          | 80 миль (150 км) на швидкості 4 вузли (в підводному положенні) 8500 миль (15 700 км) на швидкості 10 вузлів (у надводному положенні) | 80 миль (150 км) на швидкості 4 вузли (в підводному положенні) 8500 миль (15 700 км) на швидкості 10 вузлів (у надводному положенні) |
| Екіпаж | 44—52 особи | 44—52 особи |
| Розміри | | |
| Довжина найбільша (по КВЛ)                                                                                  | 67,1 м | 67,1 м |
| Ширина корпусу найб.                                                                                        | 6,2 м | 6,2 м |
| Висота | 9,6 м | 9,6 м |
| Середня осадка (по КВЛ)                                                                                     | 4,74 м | 4,74 м |
| Водотоннажність надводна                                                                                    | 769 т | 769 т |
| Силова установка                                                                                            | | |
| дизель-електрична; 2 дизельних двигуни MAN M 6 V 40/46, 2 електродвигуни Siemens-Schuckertwerke GU 343/38-8 | | |
| Гвинти | 2 | 2 |
| Потужність                                                                                                  | 2 × 2100—2310 к.с. (дизелі) 2 × 750 к.с. (електродвигуни)                                                                            | 2 × 2100—2310 к.с. (дизелі) 2 × 750 к.с. (електродвигуни)                                                                            |
| Озброєння                                                                                                   | | |
| Артилерія                                                                                                   | 1 × 88-мм палубна гармата SK C/35 | 1 × 88-мм палубна гармата SK C/35 |
| Торпедно- мінне озброєння                                                                                   | 4 носових і один кормовий ТА 14 торпед та 26 мін TMA                                                                                 | 4 носових і один кормовий ТА 14 торпед та 26 мін TMA                                                                                 |
| ППО | 1 × 37-мм зенітна гармата Flak M42 2 × 20-мм зенітні гармати FlaK 30                                                                 | 1 × 37-мм зенітна гармата Flak M42 2 × 20-мм зенітні гармати FlaK 30                                                                 |

U-92 — німецький середній підводний човен типу VIIC, що входив до складу Військово-морських сил Третього Рейху за часів Другої світової війни. Закладений 12 листопада 1940 року на верфі компанії Flender Werke у Любеку, спущений на воду 10 січня 1942 року. 3 березня 1942 року корабель увійшов до складу 5-ї навчальної флотилії ПЧ ВМС нацистської Німеччини.

## Історія служби
U-92 належав до німецьких підводних човнів типу VIIC, однієї з модифікацій найчисленнішого типу субмарин Третього Рейху, яких випущено 703 одиниці. Службу розпочав у складі 5-ї навчальної флотилії ПЧ, з 1 вересня 1942 року перейшов до 9-ій флотилії ПЧ Крігсмаріне. З серпня 1942 до вересня 1944 року підводний човен здійснив 9 бойових походів в Атлантичний океан, під час яких потопив 3 суден противника сумарною водотоннажністю 19 237 брутто-реєстрових тонн і пошкодив одне вантажне судно (9348 GRT).
12 жовтня 1944 року підводний човен списаний через зазнані під час авіаційного нальоту британської авіації на Берген пошкодження. 7 березня 1945 року затонув під час буксирування біля Тронгейму.

## Командири
- Капітан-лейтенант Адольф Ельріх (3 березня 1942 — серпень 1943)
- Капітан-лейтенант Горст-Тіло Квек (серпень — 27 червня 1944)
- Оберлейтенант-цур-зее Вільгельм Брауель (28 червня — 12 жовтня 1944)

## Перелік уражених U-92 суден у бойових походах
| №                                                          | Дата              | Назва               | Тип                             | Належність      | Водотоннажність (брт) | Вантаж             | Конвой        | Результат та координати                                                       | Наслідки атаки для екіпажу      | Прим. |
| ---------------------------------------------------------- | ----------------- | ------------------- | ------------------------------- | --------------- | --------------------- | ------------------ | ------------- | ----------------------------------------------------------------------------- | ------------------------------- | ----- |
| Другий похід (24.10—28.12.1942, 66 діб; Брест—Брест)       |                   |                     |                                 |                 |                       |                    |               |                                                                               |                                 |       |
| 1                                                          | 16 листопада 1942 | Clan Mactaggart     | суховантажне судно              | Велика Британія | 7 622                 | баласт             | Конвой MKS 1X | потоплено 36°08′ пн. ш. 07°23′ зх. д. / 36.133° пн. ш. 7.383° зх. д.          | 172 (3 загиблих та 169 вціліло) |       |
| Третій похід (6.02—5.03.1943, 28 діб; Брест—Брест)         |                   |                     |                                 |                 |                       |                    |               |                                                                               |                                 |       |
| 2                                                          | 21 лютого 1943    | Empire Trader       | пасажирське судно               | Велика Британія | 9 990                 | 985 тонн хімікатів | Конвой ON 166 | потоплено 48°25′ пн. ш. 30°10′ зх. д. / 48.417° пн. ш. 30.167° зх. д.         | 106 (усі вціліли)               |       |
| 3                                                          | 22 лютого 1943    | N.T. Nielsen-Alonso | китобійна база                  | Норвегія        | 9 348                 | баласт             | Конвой ON 166 | пошкоджена 48°00′ пн. ш. 31°24′ зх. д. / 48.000° пн. ш. 31.400° зх. д.        | 53 (3 загинули та 50 вціліли)   |       |
| Дев'ятий похід (17.08—29.09.1944, 44 доби; Брест—Тронгейм) |                   |                     |                                 |                 |                       |                    |               |                                                                               |                                 |       |
| 4                                                          | 27 серпня 1944    | USS LST-327         | великий танкодесантний корабель | США             | 1 625                 |                    |               | тотально зруйноване 50°09′ пн. ш. 1°35′ зх. д. / 50.150° пн. ш. 1.583° зх. д. | 100 (22 загинули та 78 вціліли) |       |